# Дебелоопашат скорпион
Дебелоопашатите скорпиони (Androctonus australis) са вид паякообразни от семейство Дебелоопашати скорпиони (Buthidae).
Таксонът е описан за пръв път от Карл Линей през 1758 година.

## Подвидове
- Androctonus australis baluchicus
- Androctonus australis finitimus
- Androctonus australis garzonii
- Androctonus australis hector